# Kawasaki 900 Z1
La Kawasaki 900 Z1 è una motocicletta prodotta dalla Casa giapponese Kawasaki Heavy Industries Motorcycle & Engine, in quattro serie successive, dal 1972 al 1977.

## Contesto
La decisione di realizzare questo modello venne presa, nel 1966, per l'esigenza di proporre una motocicletta, con propulsore 4T da 750 cm³, che potesse contrastare il successo, particolarmente sul mercato statunitense, delle "maxi" inglesi Norton, BSA e Triumph.
L'obiettivo era di realizzare una moto dalle caratteristiche nettamente superiori alla produzione della concorrenza, prendendo a modello la sofisticata architettura meccanica dei motori italiani da competizione delle Gilera 500 4C e MV Agusta 500 4C - diretti discendenti della geniale Rondine di Gianini e Remor - che, da tre decenni, mietevano vittorie sui circuiti di tutto il mondo.
La Kawasaki produceva motociclette da pochissimi anni e la poca esperienza acquisita sarebbe stata del tutto insufficiente per attuare un piano tanto ambizioso se non avesse potuto disporre del prezioso "know-how" tecnico dello staff di progettisti della Meguro, la più antica casa motociclistica giapponese, rilevata dalla Kawasaki nel 1960.

## Ideazione
Il difficile compito venne affidato ai migliori tecnici della Meguro, affiancati da alcuni ingegneri provenienti dal settore aeronautico della Kawasaki e coordinati da Gyoichi Inamura, meglio conosciuto nel mondo delle due ruote con il soprannome di "Ben Mister Z1" o, più affettuosamente, di "Zio Ben".
I lavori procedettero con grande metodo, preceduti da uno studio approfondito dei modelli di riferimento e coperti da assoluta segretezza anche all'interno dell'azienda, tanto che per poter agevolmente identificare il progetto, era stato scelto il nome in codice di ニューヨークステーキ (Nyūyōku sutēki?, ovvero "Bistecca di New York")
Tutto era stato previsto e calcolato nei più piccoli dettagli, tranne il fatto che la concorrente azienda giapponese Honda, contemporaneamente e con identica segretezza, aveva avuto e stava attuando la medesima idea.
Agli inizi del 1968 il progetto "Bistecca di New York" era in fase di avanzato sviluppo. I primi motori quadricilindrici da 750 cm³ giravano sui banchi di prova e si stava terminando il prototipo per il collaudo su strada, il che faceva presumere la presentazione del modello definitivo pre-serie nei primi mesi del 1969. La storia, però, registra il primato della Honda che, favorita dalla minore complessità del suo motore monoalbero, presentò la "CB 750 Four" al Tokyo Motor Show, nell'ottobre 1968, polarizzando l'attenzione della stampa specializzata e degli appassionati di tutto il mondo.

## Prototipi
Pesantemente "defraudati" sul piano dell'immagine aziendale, avendo perso la possibilità di presentare per primi la propria quadricilindrica, i dirigenti della Kawasaki decisero di puntare momentaneamente sul modello "Mach III" con motore a due tempi, parallelamente sviluppato, e di procedere ad un completo rifacimento del motore a 4T, allo scopo di raggiungere tra gli iniziali obiettivi, ormai in buona parte sfumati, almeno la superiorità prestazionale. Tale dispendio di uomini e mezzi era possibile grazie alla enorme capacità economica aziendale, derivante dai primari settori navale e aereo.
Il lavoro ingegneristico intorno della "Bistecca" riprese a pieno ritmo, mentre lo studio della linea fu affidato alla "McFarland's Design" di New York.
All'inizio del 1970 vennero collaudati i prototipi dotati del nuovo quadricilindrico, maggiorato a 903 cm³, che mostrò subito la notevole potenza di 95 CV ed una velocità di 228 km/h, unitamente ad una certa fragilità strutturale. A malincuore, Inamura decise di depotenziare il motore, oltre a ridisegnare il basamento, irrobustire i pistoni e i cuscinetti di banco e riprogettare completamente l'impianto di lubrificazione.
Nel gennaio 1972 due "Kawasaki 900", abilmente camuffate da "Honda CB 750 Four", vennero spedite negli Stati Uniti per effettuare lunghi collaudi sulle assolate autostrade americane (quasi 22.000 km in due settimane) e partecipare ad alcune gare del circuito AMA. In verità vennero ritirate dalle competizioni ben presto, allo scopo di non destare troppo clamore, visto che nonostante l'assetto di serie, riuscirono a girare, in due occasioni, sotto il record della categoria "Stock Bike". I risultati dei collaudi vennero considerati particolarmente soddisfacenti.
Dopo aver completato i primi 29 esemplari pre-serie, nel mese di luglio, i vertici aziendali Kawasaki invitarono ad Akashi una ristretta cerchia internazionale di giornalisti del settore, per un preventivo contatto con il modello e, constatate le entusiastiche reazioni degli esperti, decisero di dare finalmente inizio alla produzione.

## Modello

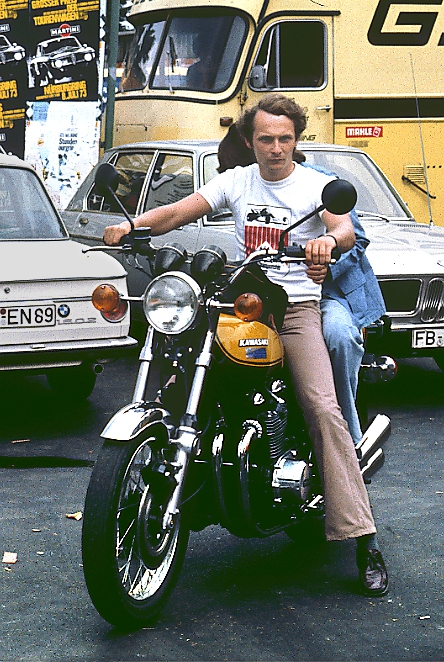
Niki Lauda al Nürburgring, nel 1973, in sella ad una "900 Z1"

La neonata Kawasaki 900 Z1 venne ufficialmente presentata, nel settembre 1972, al Salone di Colonia. Il modello venne accolto da un immediato successo di critica e di pubblico e fu nel descrivere questo modello che la stampa specializzata coniò il neologismo "superbike", termine destinato ad essere adottato da molti idiomi.
Nonostante la mole imponente (per l'epoca) e il peso notevole, la moto beneficia di una linea snella ed accattivante, con finiture accurate, accessori di pregio e una verniciatura impeccabile. 
L'impostazione di guida, prettamente turistica, è sottolineata dalla spaziosa sella biposto e dall'ampio manubrio a "corna di bue" che facilita il controllo in manovra, anche con il passeggero.
Il motore a quattro tempi, quattro cilindri in linea con distribuzione a doppio albero a camme in testa, la cui similitudine esteriore con il propulsore MV Agusta è davvero notevole, si trova alloggiato in un telaio a doppia culla continua in tubi d'acciaio, irrobustito nella zona del canotto di sterzo e all'infulcramento del forcellone, con triangolature di rinforzo in lamiera stampata.
Le prestazioni sono di tutto rispetto e non avevano eguali nella produzione concorrente. La velocità effettiva (212 km/h) è ben superiore a quella dichiarata (200 km/h) e le doti di accelerazione non sembrano accusare gli oltre 250 kg, in ordine di marcia, del veicolo.
Contrariamente ai precedenti modelli con motore 2T, questa Kawasaki sfoggia anche discrete doti di stabilità, a volte inficiate dalla morbidezza delle sospensioni anteriori.
Occorre registrare, infine, una leggera tendenza al surriscaldamento dell'olio motore, in condizioni di prolungato utilizzo estremo.

## Trasformazioni
A dispetto dei consistenti numeri di produzione, la "Kawasaki 900 Z1" è una delle motociclette più ricercate e valutate sul mercato delle moto d'epoca, a causa della difficoltà di reperire esemplari originali e completi, ovvero adatti ad un restauro dai costi ragionevoli. Tale situazione discende dalla propensione a trasformare la moto con parti speciali, molto praticata negli anni settanta, allo scopo di ottenere una maggiore caratterizzazione all'uso sportivo. 

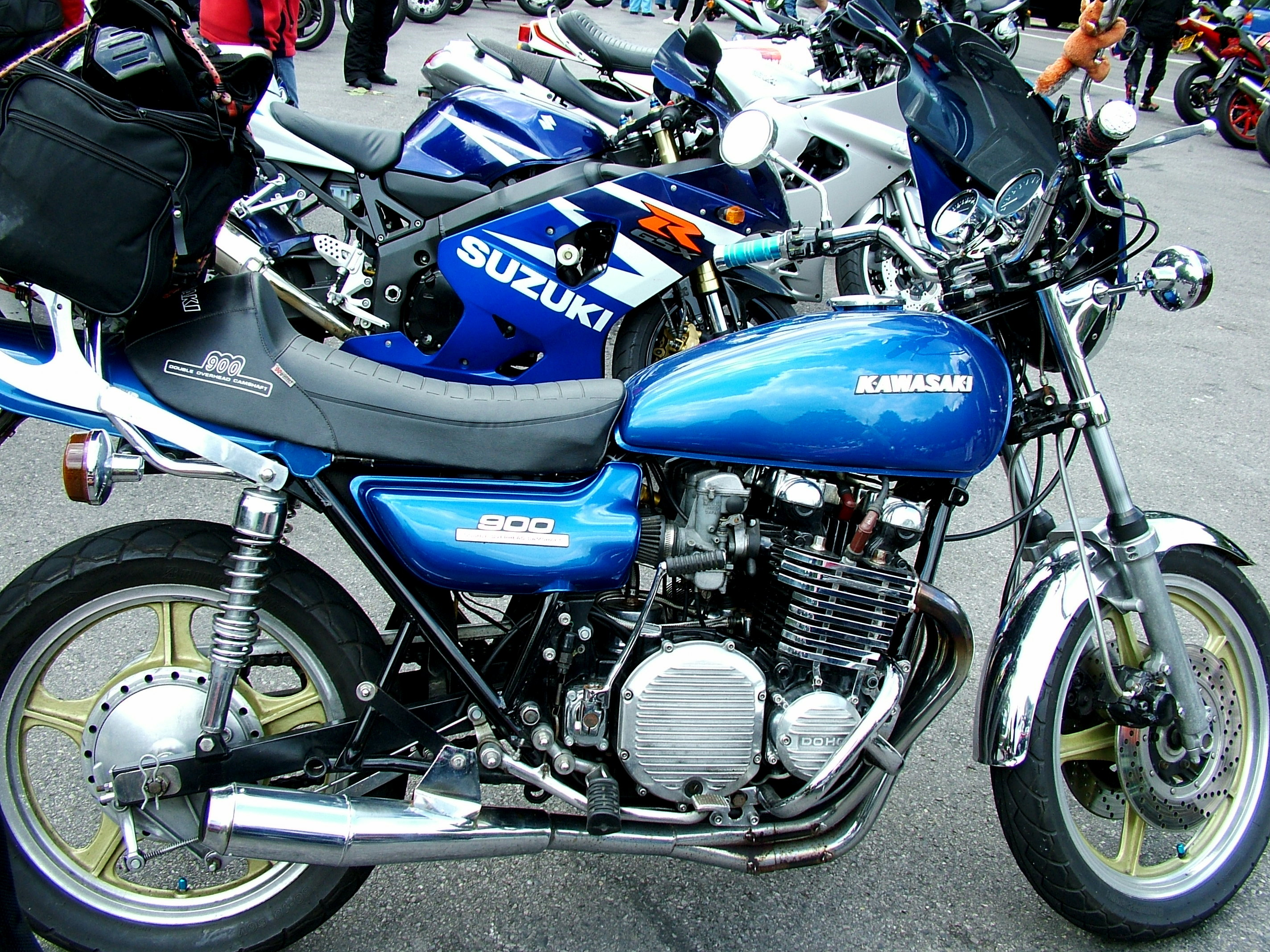
Una tipica trasformazione della "900 Z1", risalente agli anni'80, con lo scarico "4 in 1"

L'epocale consuetudine a modificare il modello, si distingueva in due diverse tipologie: la prima in funzione di un utilizzo prevalentemente stradale e la seconda per un impiego prettamente agonistico.
Nel primo caso, le modifiche si limitavano, generalmente, alla sostituzione del manubrio turistico con un modello a due pezzi, dell'ampia sella con altra dotata di rialzo posteriore e delle quattro marmitte cromate con uno scarico del tipo "4 in 1". Ciò in funzione di poter assumere una posizione di guida più aerodinamica, ottenere un minimo di potenza supplementare e, soprattutto, una sonorità agli scarichi più acuta.
Nel secondo caso, le trasformazioni erano più professionali e costose, normalmente comprendendo anche la sostituzione delle sospensioni, del serbatoio, dei comandi superiori ed inferiori, oltre alla modifica dell'impianto frenante e alla elaborazione del propulsore.
A partire dagli anni ottanta, molti esemplari vennero anche sottoposti ad una cura di ringiovanimento, secondo la moda di quel tempo, con verniciature sgargianti, cerchi in lega, parabrezza in tinta e l'aggiunta di varie parti cromate.

## Competizioni
Data l'impostazione prevalentemente turistica della "900 Z1", la Kawasaki non aveva previsto alcun programma evolutivo per la partecipazione ufficiale o tramite privati alle competizioni, riservandolo ai modelli con propulsione 2T.
Tuttavia, allo scopo di conferire un minimo di prestigio sportivo alla nuova moto, nel marzo del 1973, scelse la pista di Daytona per tentare di battere alcuni record di velocità per moto di serie, con due esemplari strettamente di serie ed un terzo preparato, nei limiti di regolamento, dalla Yoshimura. In tre giorni di prove, le tre "900 Z1" conquistarono 44 record nazionali e 3 record mondiali di velocità, sulle distanze dei "10 km", dei "100 km" e delle "24 ore". Nel corso dei tentativi, la "Kawasaki-Yoshimura" condotta dal pilota canadese Yvon Duhamel, riuscì a toccare i 280 km/h.
In seguito, la  "900 Z1" venne utilizzata da molti piloti privati che, con le opportune modifiche, realizzavano facilmente un mezzo abbastanza competitivo per partecipare a competizioni per derivate di serie e particolarmente a gare di "endurance".
L'esempio venne anche seguito da alcuni famosi preparatori, tra i quali è necessario almeno citare lo svizzero Fritz Egli che realizzò una "special" con motore elaborato e portato a 1.000 cm³, dotata di telaio monotrave. Con la "Kawasaki Egli 1000", i piloti Georges Godier e Alain Genoud conquistano il prestigioso Bol d'Or nelle edizioni 1974 e 1975.

## Produzione
Il modello 900 Z1 è stato costruito, a testimonianza della primigenia bontà progettuale, in quattro successive serie con poche variazioni estetiche e tecniche. 

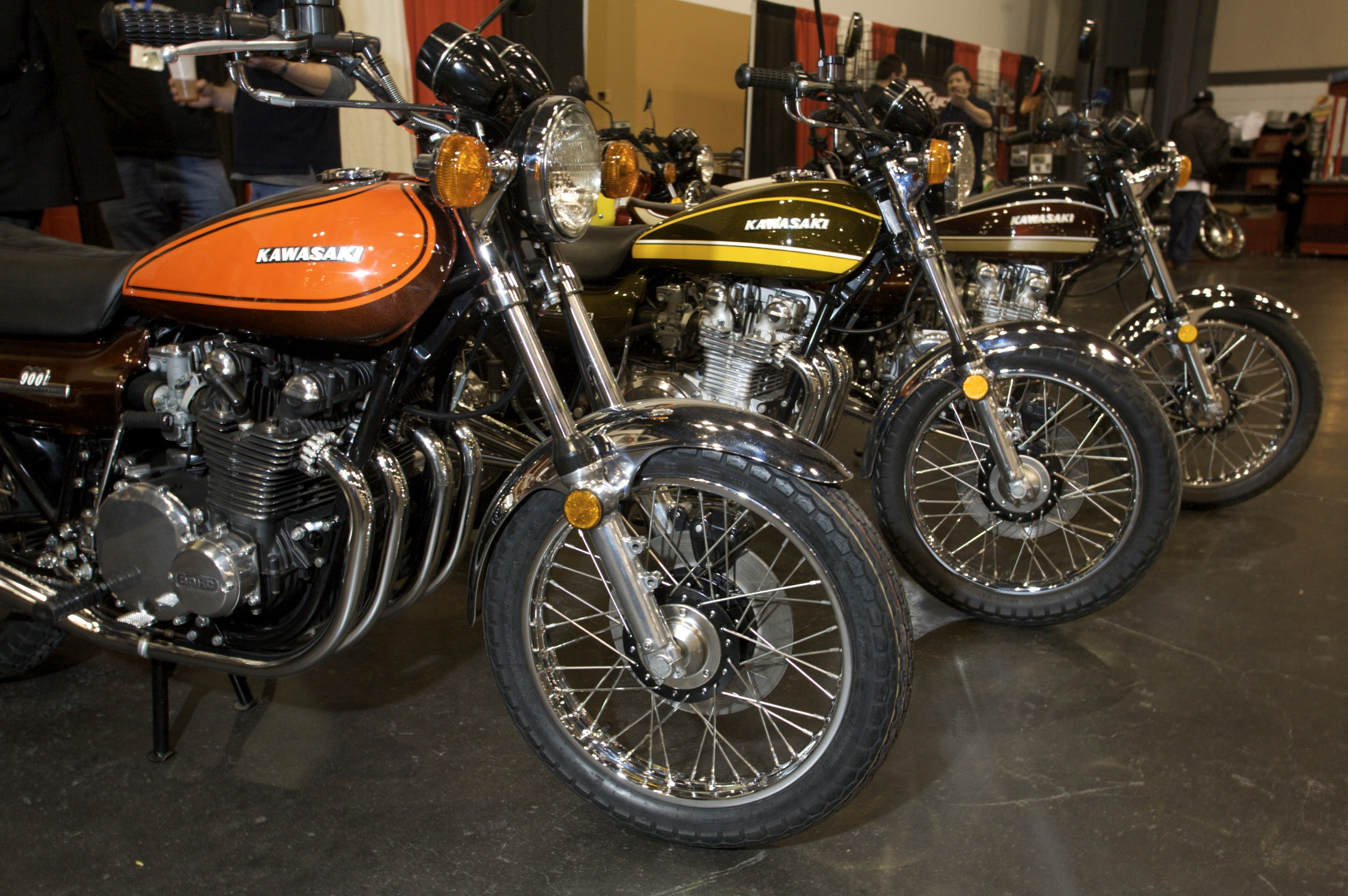
Le Kawasaki 900 "Z1" (1972), "Z1A" (1974) e "Z1B" (1975)

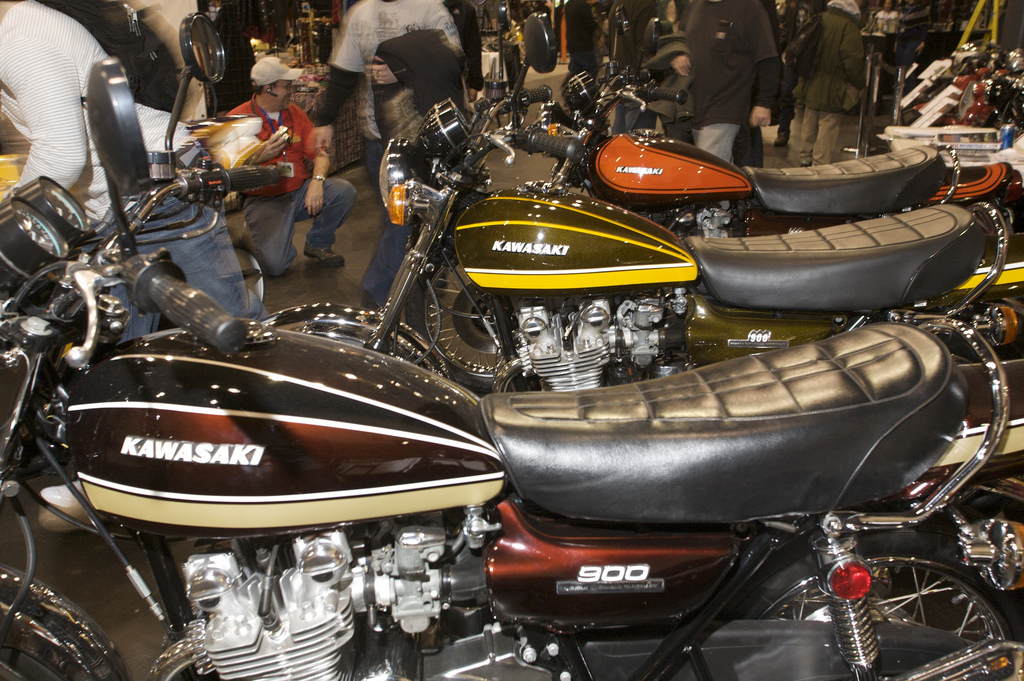
Le Kawasaki 900 "Z1" (1972), "Z1A" (1974) e "Z1B" (1975)

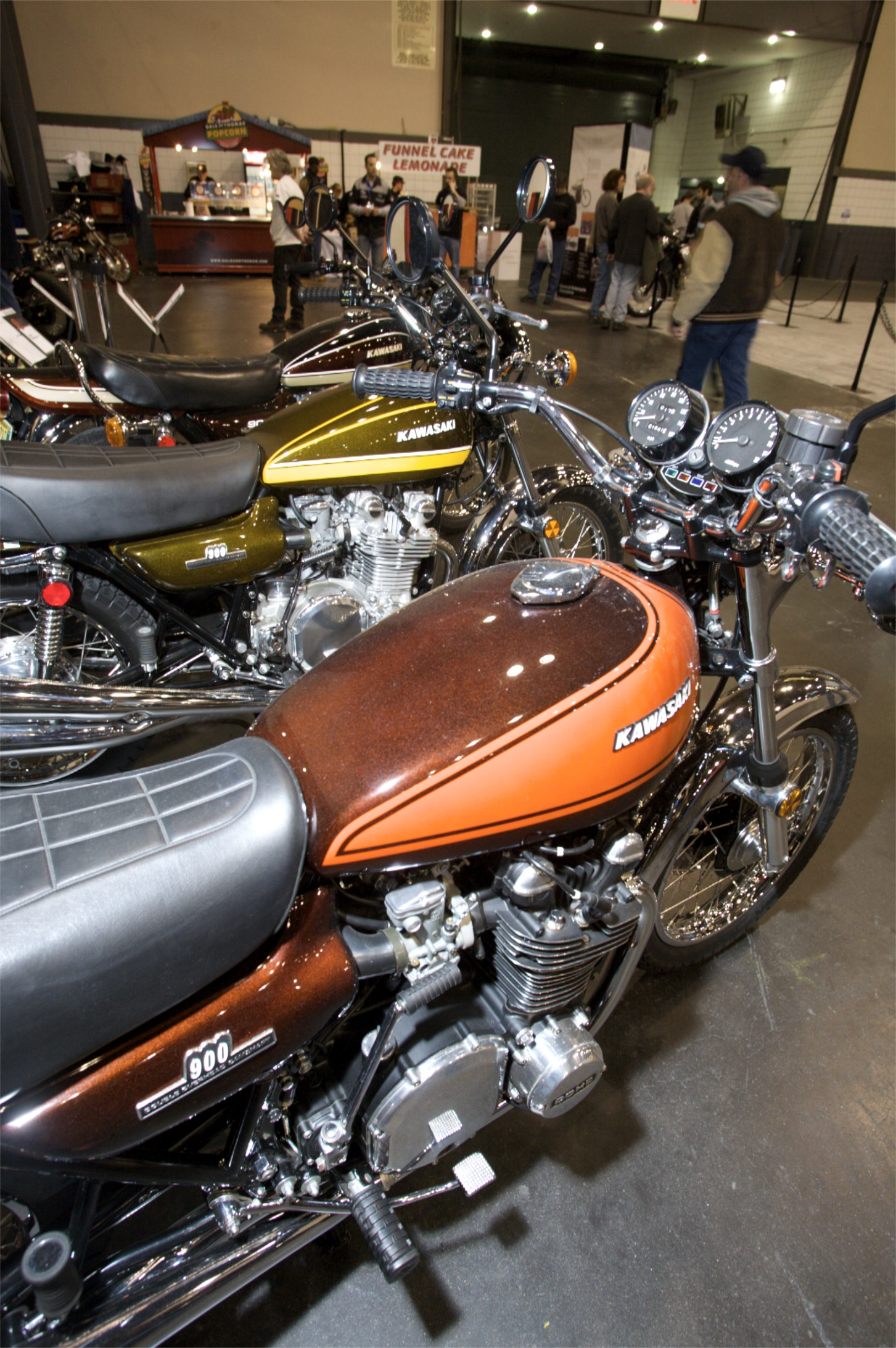
Le Kawasaki 900 "Z1" (1972), "Z1A" (1974) e "Z1B" (1975)

Contrariamente alle abitudini dell'epoca, anche la denominazione del modello subì poche varianti rispetto alle serie ed ai Paesi in cui venne commercializzato:
- "900 Super Four" o "900 Super 4" per la 1ª serie;
- "900 Z1 A" per la 2ª serie;
- "900 Z1 B" per la 3ª serie;
- "KZ 900" o "Z 900" per la 4ª serie.

Gli esemplari prodotti sono 115.089, dei quali 7.423 venduti in Italia.
Tutte le serie del modello "900 Z1" sono contrassegnate dai prefissi Z1F per il telaio e Z1E per il motore, seguiti da suffisso numerico progressivo.
1ª serie (900 Z1 Super Four) - Telaio da " Z1F 00001 " - Motore da " Z1E 00001 " (1972 - 1974)
La prima serie è comunemente detta "Testanera", a causa dei cilindri e della testata del motore verniciati in nero. Veniva fornita nelle colorazioni arancio su base rosso scuro metallizzato (candy brown/orange) e giallo su base verde scuro metallizzato (candy green/yellow). Sui carter del motore è ben visibile la scritta "DOHC" che viene esplicitato sui fianchetti laterali con la scritta "Double Overhead Camshaft" (doppio albero a camme in testa).
2ª serie (900 Z1 A) - Telaio da " Z1F 20001 " - Motore da " Z1E 20001 " (1974 - 1975)
Cambia la grafica del serbatoio, con strisce a tutta lunghezza, e vengono offerte nuove combinazioni dei precedenti colori. I cilindri e la testata perdono la colorazione nera. Viene aggiunta la spia dello "stop" al quadro strumenti, precisamente all'interno del contagiri, e leggermente modificata la carburazione e l'accensione.
3ª serie (900 Z1 B) - Telaio da " Z1F 47500 " - " Motore da Z1E 47500 " (1975 - 1976)
Ingrandite le scritte sui fianchetti e proposte nuove colorazioni. Viene eliminato il sistema di lubrificazione automatica della catena di trasmissione finale.
4ª serie ( KZ 900 ) - Telaio da " Z1F 85701 " - " Motore da Z1E 86001 " (1976 - 1977)
Per adeguarsi alle norme antinquinamento statunitensi, il motore viene depotenziato a 81 CV e dotato di carburatori da 26 mm. L'impianto frenante è dotato di due dischi alleggeriti all'anteriore ed i rapporti sono allungati dalla corona di diametro inferiore. Modificata la disposizione delle spie ed aggiunta la serratura al tappo del serbatoio. La scritta sui fianchetti viene semplificata in "Z 900" e proposte nuove colorazioni.
Per completezza d'informazione, occorre aggiungere che dopo l'entrata in produzione del modello "Z1000", nel 1977, gli ultimi 2.000 motori da 903 cm³ del tipo "Z1E", furono inviati alla filiale statunitense della Kawasaki, ove veniva assemblato il modello "Z 900 LTD", una sorta di versione USA in allestimento vagamente custom, con serbatoio più corto e tozzo, sellone biposto a doppio livello, ruote in lega, scarichi due in uno e lievi differenze grafiche e cromatiche, destinata al solo mercato americano e che non ebbe rilevante successo commerciale.